# Гостев, Александр Сергеевич
Александр Сергеевич Гостев (1920—1943) — советский военнослужащий, участник Великой Отечественной войны, Герой Советского Союза (1943), помощник командира взвода роты автоматчиков 574-го стрелкового полка 121-й стрелковой дивизии 60-й армии Центрального фронта, старший сержант.

## Биография
Родился в 1920 году в деревне Анишино (ныне — в Венёвском районе Тульской области) в семье крестьянина. Русский.
Образование неполное среднее. Работал слесарем.
В Красной Армии с 1940 года. Участник Великой Отечественной войны с 1941 года.
Помощник командира взвода роты автоматчиков 574-го стрелкового полка комсомолец старший сержант Александр Гостев 4 сентября 1943 года возглавил разведывательную группу бойцов, которая уничтожила в тылу врага охрану штаба пехотной части, захватила в плен нескольких офицеров и ценные документы. 28 сентября отличился при форсировании Днепра севернее Киева. В бою на плацдарме заменил выбывшего из строя командира, умело руководил взводом при отражении контратак противника.
14 октября 1943 года пропал без вести.

## Награды
- медаль «За боевые заслуги» (13.7.1943);
- медаль «За отвагу» (3.9.1943);
- медаль «Золотая Звезда» Героя Советского Союза и орден Ленина (17 октября 1943).

## Память
- Имя Героя носит улица в селе Козаровичи Вышгородского района Киевской области; пионерская дружина школы № 8 этого села также носила его имя.
- Школа в деревне Анишино Веневского района носит А. С. Гостева[1].
- Фамилия Гостева помещена на памятнике Героям Советского Союза в Туле[2].